# Эннискорти

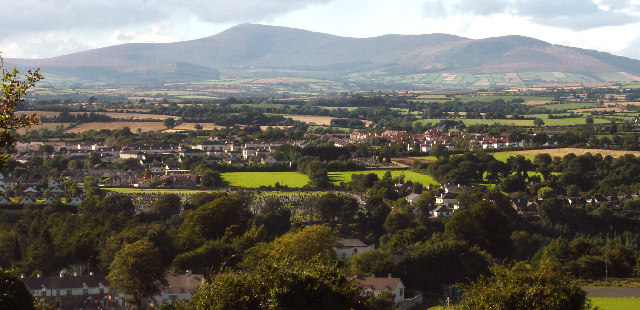
Вид на город

Эннискорти (англ. Enniscorthy; ирл. Inis Córthaidh (Иниш-Корхай)) — (малый) город в Ирландии, находится в графстве Уэксфорд (провинция Ленстер).
Город упоминается в одной из глав «Улисса» как лучшее место на земле.
Город-побратим Эннискорти —  Жимон.
Местная железнодорожная станция была открыта 16 ноября 1863 года.

## Демография
Население — 9538 человек (по переписи 2006 года). В 2002 году население составляло 8964 человек. При этом, население внутри городской черты (legal area) было 3241, население пригородов (environs) — 6297.
Данные переписи 2006 года:
| Общие демографические показатели |               |                               |                               |      |      |
| Всё население                    | Всё население | Изменения населения 2002—2006 | Изменения населения 2002—2006 | 2006 | 2006 |
| 2002                             | 2006          | чел.                          | %                             | муж. | жен. |
| 8964                             | 9538          | 574                           | 6,4                           | 4676 | 4862 |

В нижеприводимых таблицах сумма всех ответов (столбец «сумма»), как правило, меньше общего населения населённого пункта (столбец «2006»).
| Религия (Тема 2 — 5 : Число людей по религиям, 2006) |             |                |             |            |       |      |
| Католики, чел.                                       | Католики, % | Другая религия | Без религии | не указано | сумма | 2006 |
| 8576                                                 | 89,9        | 553            | 279         | 130        | 9538  | 9538 |

| Этно-расовый состав (Этничность. Тема 2 — 3 : Постоянное население по этническому или культурному происхождению, 2006) |            |              |       |        |        |            |       |       |
| Белые ирландцы | Лухт-шулта | Другие белые | Негры | Азиаты | Другие | Не указано | сумма | 2006  |
| 8097 | 182        | 699          | 101   | 78     | 79     | 148        | 9384  | 9538  |
| Доля от всех отвечавших на вопрос, %                                                                                   |            |              |       |        |        |            |       |       |
| 86,3 | 1,9        | 7,4          | 1,1   | 0,8    | 0,8    | 1,6        | 100   | 98,41 |

1 — доля отвечавших на вопрос о языке от всего населения.
| Владение ирландским языком (Тема 3 — 1 : Число людей от 3 лет и старше по способности говорить по-ирландски, 2006) |      |            |       |       |
| Владеете ли Вы ирландским языком?                                                                                  |      |            |       |       |
| Да | Нет  | Не указано | сумма | 2006  |
| 3026 | 5863 | 235        | 9124  | 9538  |
| Доля от всех отвечавших на вопрос о языке, %                                                                       |      |            |       |       |
| 33,2 | 64,3 | 2,6        | 100   | 95,71 |

1 — доля отвечавших на вопрос о языке от всего населения.
| Использование ирландского языка (Тема 3 — 2 : Говорящие по-ирландски от 3 лет и старше по частоте использования ирландского языка, 2006) |                                                            |                                               |                                               |                                               |                                               |                                               |       |                                     |      |
| Как часто и где Вы говорите по-ирландски?                                                                                                |                                                            |                                               |                                               |                                               |                                               |                                               |       |                                     |      |
| ежедневно, только в образовательных учреждениях                                                                                          | ежедневно, как в образовательных учреждениях, так и вне их | в других местах (вне образовательной системы) | в других местах (вне образовательной системы) | в других местах (вне образовательной системы) | в других местах (вне образовательной системы) | в других местах (вне образовательной системы) | сумма | всего, отвечавших на вопрос о языке | 2006 |
| ежедневно, только в образовательных учреждениях                                                                                          | ежедневно, как в образовательных учреждениях, так и вне их | ежедневно                                     | каждую неделю                                 | реже                                          | никогда                                       | не указано                                    | сумма | всего, отвечавших на вопрос о языке | 2006 |
| 893 | 64                                                         | 63                                            | 148                                           | 1061                                          | 750                                           | 47                                            | 3026  | 9124                                | 9538 |
| Доля от всех отвечавших на вопрос о языке, %                                                                                             |                                                            |                                               |                                               |                                               |                                               |                                               |       |                                     |      |
| 9,8 | 0,7                                                        | 0,7                                           | 1,6                                           | 11,6                                          | 8,2                                           | 0,5                                           | 33,2  | 100                                 |      |

| Типы частных жилищ (Тема 6 — 1(a) : Число частных домовладений по типу размещения, 2006) |          |         |                 |            |       |      |
| Отдельный дом                                                                            | Квартира | Комната | Переносные дома | не указано | сумма | 2006 |
| 3241                                                                                     | 221      | 14      | 14              | 43         | 3533  | 9538 |